# Albertaceratops
Albertaceratops là một chi khủng long, được Ryan mô tả khoa học năm 2007.